# Outiranje
Outiranje ali razkritje (angleško coming out) je način, s katerim lezbijke, geji, biseksualci in transspolni (LGBT posamezniki) izrazijo svojo spolno usmerjenost in/ali spolno identiteto. 
Izraz outiranje se včasih lahko uporablja tudi za izrazitev kake druge posameznikove osebne opredelitve, ki ni v povezavi s spolno usmerjenostjo, npr. outiranje ateistov, veganov ipd. Do tega pride zlasti, ko se outirajoči posameznik dojema kot izjema, ki v neki ožji ali širši družbi ni zaželena.